# Альтена
Альтена (нім. Altena) — місто в Німеччині, у землі Північний Рейн-Вестфалія.
Підпорядковане адміністративному округу Арнсберг. Входить до складу району Меркіш. Населення становить 19 252 осіб (на 30 червня 2009 року). Займає площу 44,29 км².

## Історія
Місто Альтена виникло довкола однойменного замку, збудованого у ХІІ ст. як резиденція графського роду Берг, які згодом стали називати себе «графи Альтенські». Походження назви замку досі залишається невідомим. За однією з версій, назва замку походить від назви річки, що колись протікала в цій місцевості. Існує також версія, що замок отримав назву від поселення «Altena», що в Брабанті.
20 грудня 1367 р. граф Енгельберт III надав Альтені право на самоврядування, однак до 1392 р. місто вважалося графською резиденцією. 1609 р. місто перейшло у підпорядкування Бранденбургу. У 1794 р. Альтена набула офіційного статусу міста.
За умовами Тільзитського договору Альтена увійшла до складу Великого герцогства Берг. У 1815 р., після Віденського конгресу Альтена разом з усім графством Марк увійшла до складу Королівства Пруссії як частина адміністративного округу Арнсберг (нім. Regierungsbezirk Arnsberg).
Під час Другої світової війни в місті розміщувалися підрозділи Вермахту, у тому числі навчальний підрозділ СС.

## Населення
| Рік                   | 1900   | 1930   | 1945   | 1960   | 1970   | 1980   | 1990   | 2000   | 2001   | 2002   | 2003   | 2004   | 2005   | 2006   | 2007   | 2008   | 2009   |
| --------------------- | ------ | ------ | ------ | ------ | ------ | ------ | ------ | ------ | ------ | ------ | ------ | ------ | ------ | ------ | ------ | ------ | ------ |
| Чисельність населення | 12.766 | 16.415 | 19.937 | 23.914 | 32.006 | 24.565 | 24.043 | 22.215 | 21.831 | 21.404 | 21.126 | 20.805 | 20.444 | 20.001 | 19.661 | 19.252 | 18.768 |

## Видатні мешканці
- Ксав'єр Кнауп (1893-1950), політик (НСДАП).
- Хайн Кьоніг (1891-1971), професор живопису, засновник приватної школи малювання "Форма" (нім. Die Form).
- Інге Майер-Дітріх (*1944), письменниця, авторка книг для дітей та молоді.
- Вільям Ренфордт (1889-1950), художник.
- Крістіан Таше (*1957), актор.
- Арнольд Кюнне (1866-1942), скульптор.

## Визначні пам'ятки

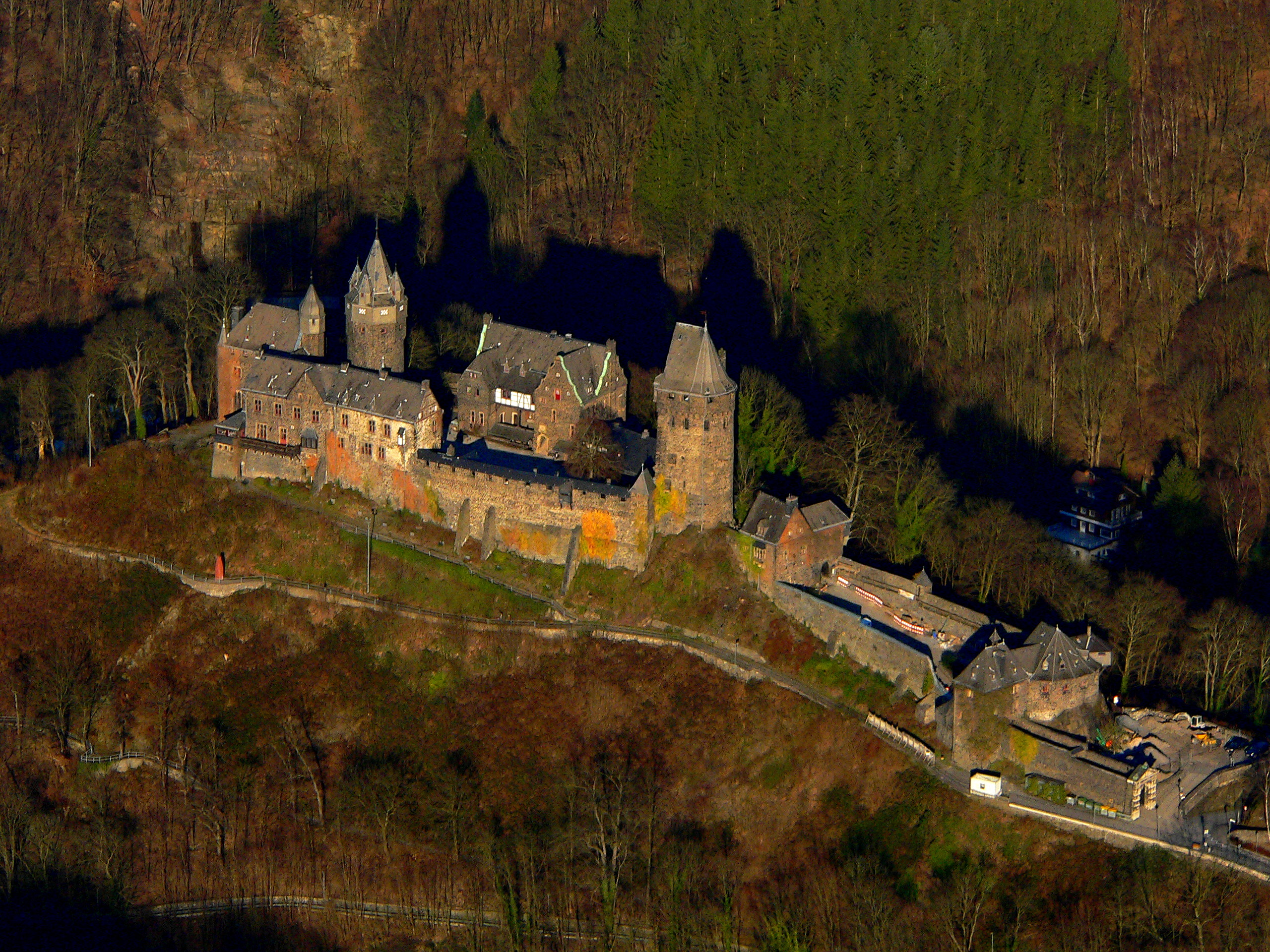
Альтенський замок з висоти пташиного польоту

### Замок
Найбільша визначною пам'яткою міста є Альтенський замок нім. Burg Altena, побудований, згідно з легендою, на початку XII ст.
Протягом декількох століть замок не використовувався за призначенням та перебував у стані занепаду. У 1856 р. Орденом Святого Іоанна на території замку була заснована лікарня, яка проіснувала тут до 1906 року. У 1909 р. була розпочата повна реставрація замку для святкування 300-річчя включення маркграфства до складу Пруссії (Бранденбург). Проте, більшість робіт так і не було завершено, а урочистості згодом були проведені в замку Хоенсибург.
У теперішній час на території замку розташований музей.

## Міста-побратими
- Перонн
- Блекберн
- Пінськ